# Dynegy
Dynegy est une entreprise de production d'électricité basée au Texas. Elle est créée en 1984 sous le nom de Natural Gas Clearinghouse. Elle se renomme sous son nom actuel en 1998. Après avoir essayé de racheter Enron en 2001, elle fait une première fois faillite en 2002, puis une nouvelle fois en 2012.

## Histoire
En août 2014, Dynegy annonce sa volonté d'acquérir des activités de Duke Energy dans le Mid-West pour 2,8 milliards de dollars. Dans le même temps, il annonce son intention d'acquérir pour 3,45 milliards de dollars les activités énergétiques de Energy Capital Partners.
En février 2017, Engie annonce la vente de sa participation dans une coentreprise en Asie et aux États-Unis pour 3,3 milliards d'euros à Dynegy.
En avril 2018 Dynegie fusionne avec Vistra Energy et le titre Dynergy est retiré de cotation.
Vistra Energy est coté avec le code VST.